# Gevorg Sahakyan
Gevorg Sahakyan (in armeno Գեւորգ Սահակյան?; 15 gennaio 1990) è un lottatore armeno naturalizzato polacco, specializzato nella lotta greco-romana.

## Palmarès
| Anno                            | Manifestazione    | Sede       | Evento | Risultato | Note |
| ------------------------------- | ----------------- | ---------- | ------ | --------- | ---- |
| In rappresentanza dell' Armenia |                   |            |        |           |      |
| 2006                            | Europei cadetti   | Istanbul   | 54 kg  | Argento   |      |
| 2007                            | Europei cadetti   | Varsavia   | 63 kg  | 5º        |      |
| 2010                            | Europei junior    | Samokov    | 66 kg  | Bronzo    |      |
| 2010                            | Mondiali junior   | Budapest   | 66 kg  | 9º        |      |
| 2013                            | Mondiali militari | Teheran    | 66 kg  | Argento   |      |
| 2014                            | Mondiali militari | Fort Dix   | 66 kg  | Oro       |      |
| In rappresentanza della Polonia |                   |            |        |           |      |
| 2018                            | Europei           | Kaspijsk   | 72 kg  | 5º        |      |
| 2018                            | Mondiali          | Budapest   | 67 kg  | Bronzo    |      |
| 2019                            | Europei           | Bucarest   | 67 kg  | Argento   |      |
| 2019                            | Mondiali          | Nur-Sultan | 67 kg  | 7°        |      |
| 2021                            | Mondiali          | Oslo       | 72 kg  | Bronzo    |      |